# Phorbia nuditibia
Phorbia nuditibia este o specie de muște din genul Phorbia, familia Anthomyiidae, descrisă de Assis-fonseca în anul 1966. Conform Catalogue of Life specia Phorbia nuditibia nu are subspecii cunoscute.